# 坪洲
坪洲（へいしゅう、ペンチャウ、英語：Peng Chau）は、香港新界離島区にある島である。ランタオ島の東に位置し、飛行機内の空気枕（トラベルピロー）のような形で横たわっている。面積は1平方キロメートル。島の北側には海岸線に沿った遊歩道があり、南側には島の最高峰の"手指山″という山がある。
島に七姐廟、観音廟、天后廟、金花廟といった廟がたくさんある。島に自動車がないので、住民は徒歩か、あるいは自転車に乗るようにしている。
中環から高速船と普通船というフェリーで行ける。